# Марковац (Бискупија)
Марковац је насељено мјесто у Далмацији. Припада општини Бискупија у оквиру Шибенско-книнске жупаније, Република Хрватска. Према прелиминарним подацима са последњег пописа 2021. године у месту је живело 44 становника.

## Географија
Налази се 9 км југоисточно од Книна.

## Историја
До територијалне реорганизације у Хрватској насеље се налазило у саставу бивше велике општине Книн. Марковац се од распада Југославије до августа 1995. године налазио у Републици Српској Крајини.

## Култура
У Марковцу се налази храм Српске православне цркве Светог Илије из 1589. године.

## Становништво
Према попису из 1991. године, Марковац је имао 242 становника, од чега 241 Србина и 1 Хрвата. Према попису становништва из 2001. године, Марковац је имао 77 становника. Марковац је према попису из 2011. године имао 63 становника.
| Националност       | 1991. | 1981. | 1971. | 1961. |
| Срби               | 242   | 192   | 293   | 306   |
| Југословени        |       | 16    |       |       |
| Хрвати             | 1     |       |       | 1     |
| остали и непознато |       | 1     |       |       |
| Укупно             | 242   | 209   | 293   | 307   |

| Демографија | Демографија | Демографија |
| Година      | Становника  | Становника  |
| ----------- | ----------- | ----------- |
| 1961.       | 307         |             |
| 1971.       | 293         |             |
| 1981.       | 209         |             |
| 1991.       | 242         |             |
| 2001.       | 77          |             |
| 2011.       |             | 63          |

## Попис 1991.
На попису становништва 1991. године, насељено место Марковац је имало 242 становника, следећег националног састава:
| Попис 1991.‍ | Попис 1991.‍ | Попис 1991.‍ | Попис 1991.‍ | Попис 1991.‍ |
| ----------- | ----------- | ----------- | ----------- | ----------- |
|             |             |             |             |             |
| Срби        | Срби        |             | 241         | 99,58%      |
| Хрвати      | Хрвати      |             | 1           | 0,41%       |
| укупно: 242 |             |             |             |             |

## Презимена
- Берић — Православци, славе Св. Јована
- Гргић — Православци, славе Св. Јована
- Докић — Православци, славе Ђурђевдан
- Манојловић — Православци, славе Часне Вериге
- Мијаковац — Православци, славе Ђурђевдан
- Тица — Православци, славе Св. Марка
- Угринић — Православци, славе Св. Марка